# レオノール・デ・カスティーリャ (1244没)

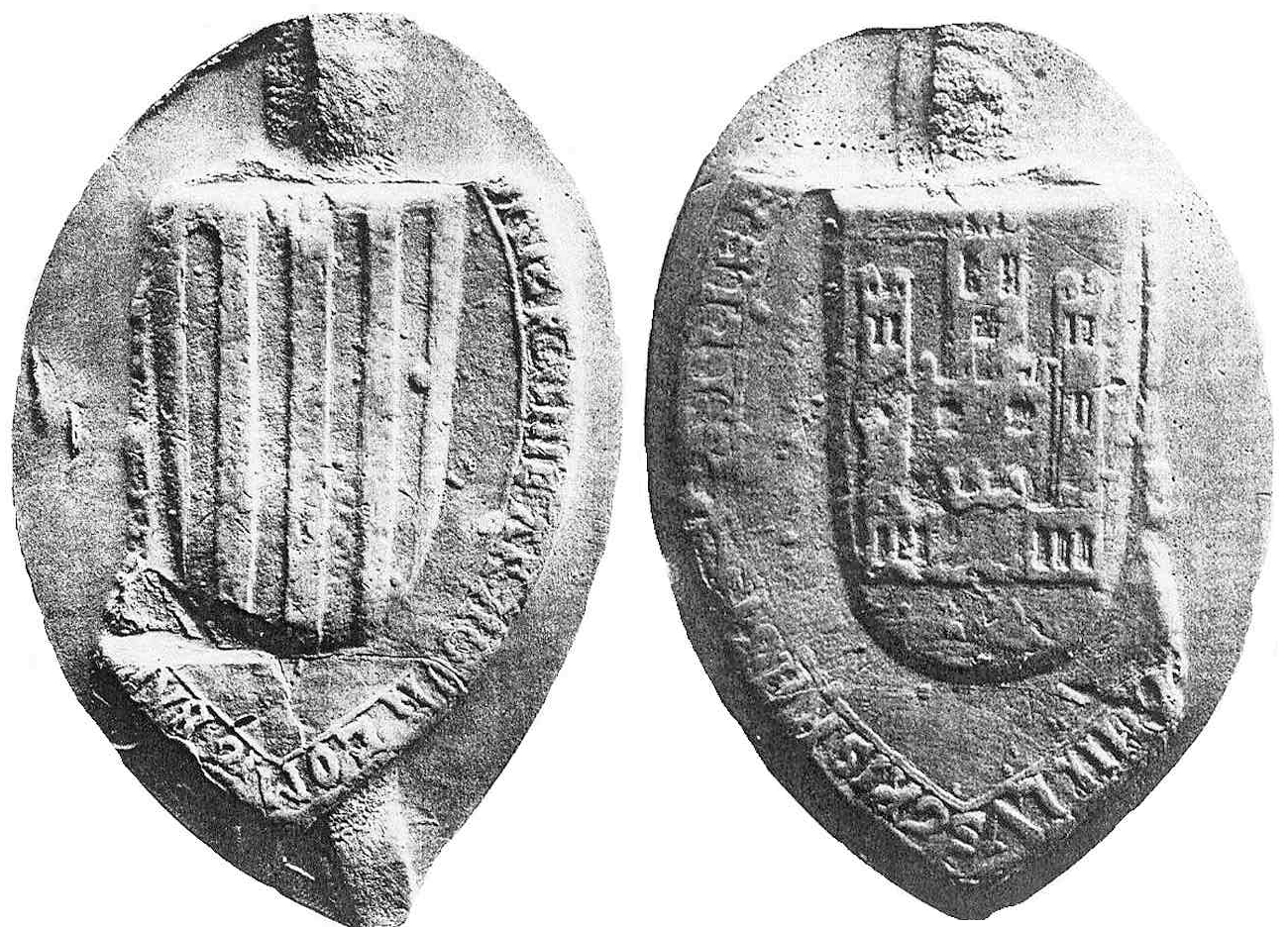
レオノールのシール

レオノール・デ・カスティーリャ（スペイン語：Leonor de Castilla, 1200年 - 1244年）は、アラゴン王ハイメ1世の最初の妃。

## 生涯
レオノールはカスティーリャ王アルフォンソ8世とエレノア・オブ・イングランドの娘である。1221年、アグレダにおいてアラゴン王ハイメ1世と結婚した。この時レオノールは19歳、ハイメ1世は14歳であった。その後6年間、ハイメ1世は貴族の反乱に直面し、最終的に1227年3月31日のアルカラの和議により、貴族とハイメ1世は合意に達した。2人の間には1男アルフォンソが生まれ、アルフォンソはコンスタンス・ド・ベアルンと結婚した。レオノールとハイメ1世の結婚は1230年に解消され、レオノールの再婚の禁止が合意された。息子アルフォンソは嫡出子であると宣言されたが、ハイメ1世に先立って死去した。
離婚後、レオノールは修道女となった。サンタ・マリア・デ・ラス・ウエルガス王立修道院に向かい、カスティーリャ女王位を退位した後に同修道院に引退していた長姉ベレンゲラおよびそこで修道女となって久しい妹コンスタンスとともに暮らした。妹コンスタンスは1243年に、レオノールは1244年に、そしてベレンゲラは1246年に同修道院にて死去し、三人とも同修道院に埋葬された。

## 埋葬
レオノールはサンタ・マリア・デ・ラス・ウエルガス王立修道院に埋葬された。レオノールは現在、福音書側（祭壇に向かって左側）の聖カタリーナ身廊にある墓に埋葬されており、その墓は右側のサンチョ4世とマリア・デ・モリナの息子フェリペが埋葬されている墓と、フェリペの兄ペドロが埋葬されている墓の間にある。
20世紀半ばに修道院で行われた作業中に、ミイラ化された良好な状態のエレノアの遺体が石灰岩の墓に横たわっているのが確認された。上部は2つの勾配があり滑らかであったが、以前は彩色されていた。レオノールの棺は木製で覆いがなかったが、その骨組みの残骸と鋲がついた金の組紐で作られた十字架、および一緒に埋葬された衣服が残されていた。その中には、レオノールの大甥フェリペの墓で発見されたものと類似のものとみられる、アラビア語が浮き彫りにされた織物の衣類も含まれていた。